# Rincón de la Victoria
Rincón de la Victoria is een gemeente in de Spaanse provincie Málaga in de regio Andalusië met een oppervlakte van 28 km². In 2007 telde Rincón de la Victoria 35.714 inwoners. Op 1 januari 2021 was het aantal inwoners gestegen tot 49.917. De deelgemeenten van Rincón De La Victoria zijn: La Cala Del Moral, Rincón De La Victoria zelf, Benagalbón en Torre De Benagalbón.

## Geschiedenis
Archeologische vondsten in de Cueva del Tesoro getuigen van menselijke aanwezigheid al in het Paleolithicum. Er zijn overblijfselen van muren die dateren van rond 1000 v.Chr., waarin mogelijk een Iberische nederzetting was opgenomen.
Rond 50 v.Chr. vestigden de Carthagers een haven in een nabijgelegen haven, gevolgd door de Romeinen, die hier een versterkt dorp genaamd Bezmiliana bouwden. De aanwezigheid van een Griekse kolonie is onbevestigd. Onder de Moren groeide het uit tot een grotere stad, beschreven door de reiziger Al-Idrisi in de 11e eeuw.
Na de verovering van het gebied door de Katholieke koningen, beleefde de stad een periode van achteruitgang die duurde tot de 18e eeuw.

## Demografische ontwikkeling
Bron: INE; 1857-2011: volkstellingen
1. ↑  (es) Población según municipio y sexo. INE. Geraadpleegd op 29 augustus 2023.
2. ↑  Rincon de la Victoria. Spain VIVAndalusia. Geraadpleegd op 29 augustus 2023.